# آنارکالی از آراح
آنارکالی از آراح (به انگلیسی: Anaarkali of Aarah) فیلمی هندی محصول سال ۲۰۱۷ و به کارگردانی آویناش داس است. در این فیلم بازیگرانی همچون سوارا بهاسکار، سانجای میشرا و پانکاج تریپاتی ایفای نقش کرده‌اند.